# أبراهام أدان

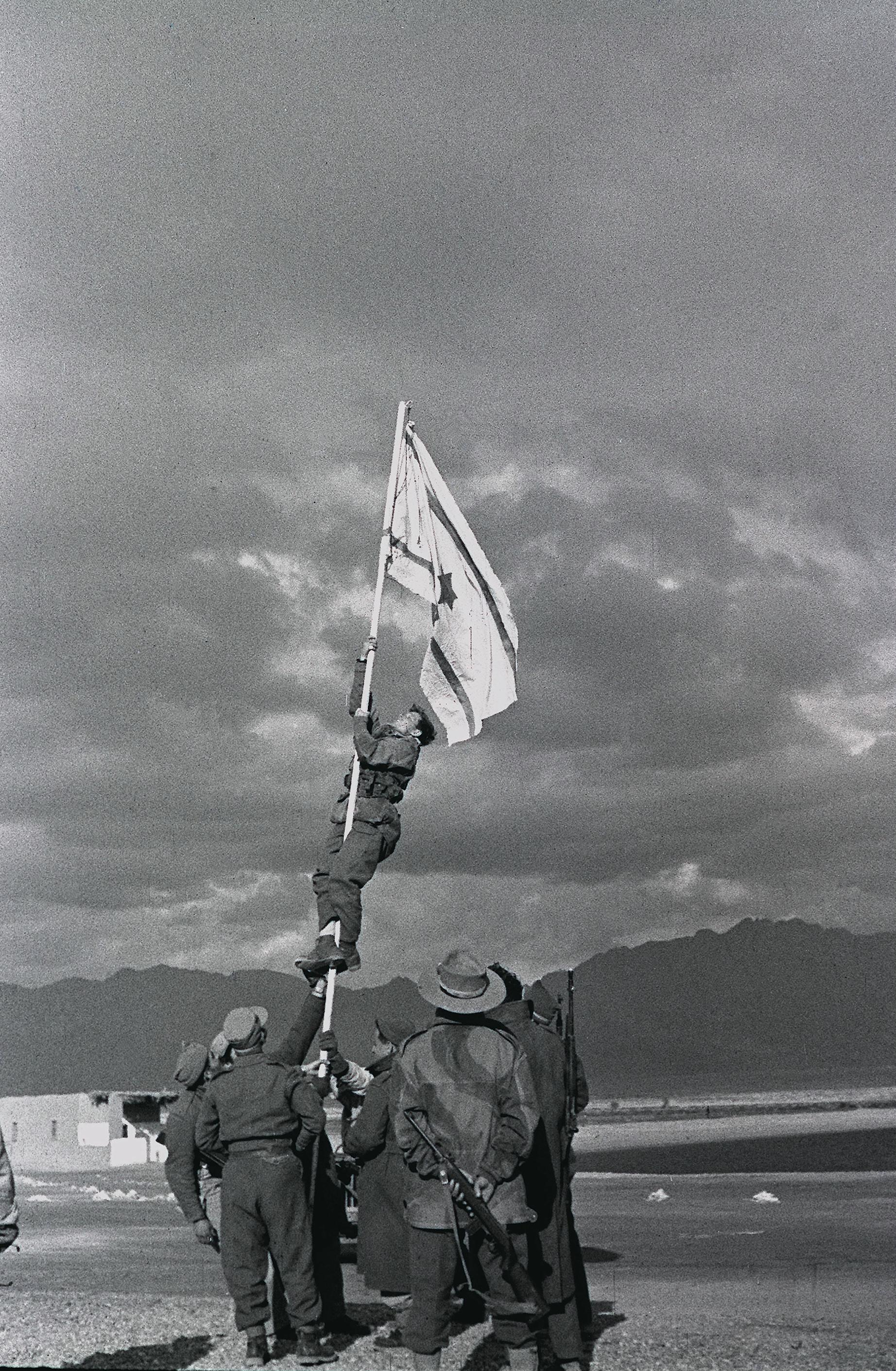
أبراهام أدان (فوق الصارية)، يرفع العلم الإسرائيلي عند أم الرشراش (إيلات)

أبراهام أدان أو أڤراهام أدان (بالعبرية: אברהם "ברן" אדן) (5 أكتوبر 1926 - 28 سبتمبر 2012) كان جنرالاً إسرائيلياً سابقاً خدم في ما بين 1947 و1973. شارك في حرب فلسطين 1948 وحرب 1967 وحرب أكتوبر 1973.

## حياته العسكرية
ولد أدان في كفار جلعادي، عندما كانت فلسطين تحت الانتداب البريطاني، في 1926 باسم أبراهام إيدلسون. كان عُضوًا في منظمة "هشومير هتسعير"، وانضم إلى البلماخ في 1943. خلال حرب فلسطين كان قائد الكتيبة الثامنة من لواء النقب وشارك في عملية عوبدا، التي استولت فيها الكتيبة على الثكنة الأردنية في أم الرشراش والتي تعرف اليوم باسم إيلات، الواقعة في أقصى الجنوب من دولة إسرائيل المنشأة حديثاً. وهو الذي رفع عليها في آذار عام 1949 "علم الحبر"، أي العلم الإسرائيلي الذي يتضمّن خطّين أزرقين بينهما نجمة داوود، كعلامة على ضمها إلى إسرائيل، كما هو موضح في الصورة الشهيرة للواقعة. وتقارن هذه الصورة الأيقونية بصورة رفع العلم الأمريكي على إيو جيما.
بعد انتهاء الحرب انضم إلأى كيبوتس نيريم، واستُدعِيَ للخدمة الدائمة في الجيش الإسرائيلي عام 1956 استعدادًا للمشاركة في العُدوان الثُّلاثي على مصر. انضم أدان إلى سلاح المدرعات في 1949 وأسس أول وحدة دبابات شيرمان في الجيش الإسرائيلي. خلال حرب العدوان الثلاثي في 1956 قاد أدان الكتيبة 82 من اللواء السابع المدرع في سيناء. وهزم العديد من القوات المصرية في المنطقة. بعد الحرب أصبح ضابط العمليات للواء، ثم قائد اللواء السابع ومدرسة سلاح المدرعات. خلال حرب 1967، كان أدان نائب قائد سلاح المدرعات والفرقة 31 المدرعة، وحارب مرة أخرى في سيناء. في 10 مارس 1969، أصبح قائد سلاح المدرعات.
كان اللواء أدان يدافع عن الجزء الشمالي من القطاع الإسرائيلي على طول قناة السويس عندما اندلعت حرب أكتوبر 1973. وشنّت للفرقة 162 التي كانت تحت قيادته الهجوم المُضاد الأوَّل ضدّ القوّات المصريّة، وتكبدت فرقته أثناء هذا الهجوم خسائر فادحة في الفترة من 6 إلى 8 أكتوبر، في محاولات متكررة لوقف الهجوم المصري ودفعه مرة أخرى عبر القناة. كان هذا الفشل الذريع بداية لم سُمّي في إسرائيل ب"حرب الجنرالات" المليئة بالتُّهم والانتقادات اللاذعة خاصة بين أدان وبين أرئيل شارون، إلى حدّ إطلاق اسم "كتيبة المعراخ" على فرقة أدان مُقابل "كتيبة الليكود" على فرقة شارون، وذلك من باب السُّخرية، وإثارة خلافات عسكرية بين الحزبين المتصارعين في حلبة السياسة الإسرائيلية. في وقت لاحق من الحرب، قاد وحدته عبر القناة إلى الأراضي المصرية شمال البحيرة المرة الكبرى، أثناء عملية أبيري ها ليف (الرجال ذوي القلوب الغليظة). ثم قام بمناورات مع فرقته جنوب مدينة السويس، حيث حاصرت الجيش الثالث المصري.
عُيّن بعد انتهاء الحرب قائدًا للواء الجنوب في الجيش الإسرائيلي، ومن عام 1974 إلى عام 1977 شغل منصب الملحق العسكري في السفارة الإسرائيلية في واشنطن. تولَّى بعد ذلك منصب مُراقب وزارة الشرطة بين 1948-1993 حيث كشف النِّقاب عن لجوء الشرطة الإسرائيلية لاستخدام العُنف بأشكاله المختلفة، وأماط اللثام عن الفساد الإداري داهل جهاز الشرطة، وقد أدى ذلك إلى تصادم بينه وبين القيادة العامّة للشرطة، وحتى مع السّياسيين في إسرائيل.
كان أدان من بين مؤسسي كيبوتس نيريم وغفولوت.

## مذكراته
- On Both Banks of the Suez (1979). Idanim Publishing.
- Up to the Ink Flag (1984). Ministry of Defense Publishing.